# Ahmad Abdollahzadeh
Ahmad Abdollahzadeh (tiếng Ba Tư: احمد عبداللهزاده) là một tiền vệ bóng đá người Iran hiện tại thi đấu cho câu lạc bộ Iran Foolad.

## Sự nghiệp câu lạc bộ

### Foolad
Abdollahzadeh bắt đầu sự nghiệp với Foolad ở những năm thiếu niên. Sau đó, anh được xếp vào đội một bởi Majid Jalali. Anh có màn ra mắt cho Foolad trong vòng đầu tiên của mùa giải 2014–15 trước Tractor Sazi với tư cách đá chính.

## Thống kê sự nghiệp câu lạc bộ
Tính đến 22 tháng 12 năm 2017.
| Câu lạc bộ          | Hạng đấu            | Mùa giải            | Giải vô địch | Giải vô địch | Cúp Hazfi | Cúp Hazfi | Châu Á  | Châu Á    | Tổng    | Tổng      |
| Câu lạc bộ          | Hạng đấu            | Mùa giải            | Số trận      | Bàn thắng    | Số trận   | Bàn thắng | Số trận | Bàn thắng | Số trận | Bàn thắng |
| ------------------- | ------------------- | ------------------- | ------------ | ------------ | --------- | --------- | ------- | --------- | ------- | --------- |
| Foolad              | Pro League          | 2011–12             | 2            | 0            | 0         | 0         | –       | –         | 2       | 0         |
| Foolad              | Pro League          | 2012–13             | 0            | 0            | 0         | 0         | –       | –         | 0       | 0         |
| Foolad              | Pro League          | 2013–14             | 0            | 0            | 0         | 0         | 0       | 0         | 0       | 0         |
| Foolad              | Pro League          | 2014–15             | 15           | 0            | 1         | 0         | 0       | 0         | 16      | 0         |
| Tractor Sazi        | Pro League          | 2015–16             | 11           | 0            | 1         | 0         | 0       | 0         | 12      | 0         |
| Foolad              | Pro League          | 2015–16             | 0            | 0            | 0         | 0         | –       | –         | 0       | 0         |
| Foolad              | Pro League          | 2016-17             | 28           | 0            | 2         | 0         | –       | –         | 30      | 0         |
| Foolad              | Pro League          | 2017-18             | 17           | 0            | 1         | 0         | –       | –         | 18      | 0         |
| Tổng cộng sự nghiệp | Tổng cộng sự nghiệp | Tổng cộng sự nghiệp | 31           | 0            | 5         | 0         | 0       | 0         | 33      | 0         |

## Sự nghiệp quốc tế

### Trẻ
Anh thi đấu 2 trận tại Giải vô địch bóng đá U-16 châu Á 2010. Anh cũng là thành viên của U-20 tham dự Giải vô địch bóng đá U-19 châu Á 2012.

### Đội tuyển quốc gia
Ngày 3 tháng 10 năm 2014, anh được triệu tập vào Đội tuyển bóng đá quốc gia Iran bởi Carlos Queiroz để huấn luyện tại Bồ Đào Nha. Anh có màn ra mắt trước Togo ngày 5 tháng 10 năm 2017. Vào tháng 5 năm 2018 anh có tên trong đội hình sơ loại của Iran Giải vô địch bóng đá thế giới 2018 ở Nga  but did not make the final 23.

## Danh hiệu
Foolad
- Iran Pro League (1): 2013–14